# Jan Michalička
Jan Michalička (1791 – 23. prosince 1867 Kunvald) byl český kantor a hudební skladatel.

## Život
Zakladatel kantorské a hudební rodiny Michaličků z Kunvaldu. Přesné místo ani datum narození nejsou známy. Nejprve byl učitelským pomocníkem v Dašicích. V roce 1817 se stal učitelem a ředitelem kůru v Kunvaldě. V místním kostele uváděl i náročné mše Josepha Haydna. Řídil rovněž vesnickou kapelu, pro niž psal různé valčíky, polky a příležitostné pohřební písně a jiné skladby.
Z jeho díla se dochovalo šest mší a několik dalších chrámových skladeb. Oblibu získala zejména pastorela Sem, ptáčkové, zpěv český o narození Krista Pána, skrze rozličné ptactvo oznámený a chválený, která vyšla v roce 1955 v novodobé revizi tiskem.

## Rodina
Rod kantorů Michaličků působil v Kunvaldě přes sto let. Z dalších členů rodiny se jako kantoři a skladatelé proslavili:
František Michalička st. (? – 17. června 1823, Slatina nad Zdobnicí). Z jeho díla se dochovala symfonie z roku 1817.
František Michalička ml. (20. května 1820, Slatina nad Zdobnicí – 31. března 1895, Kunvald).